# Anne Sofie Nexø Andersen
Anne Sofie Nexø Andersen (født 1989) er en dansk atlet.
Nexø Andersen er medlem af Sparta Atletik, men var frem til 2014 Københavns IF hvortil hun kom 2007 fraTrongårdens IF. Hun var tidligere i Frederiksberg IF i 2008. Hun har vundet to bronzemedaljer i hækkeløb ved de danske mesterskaber.
Anne Sofie Nexø Andersen er datter til den tidligere danske mester i hækkeløb Janne Nexø.

## Danske mesterskaber
- Bronze 2010 4 x 200 meter inde 1,53,57
- Bronze 2009 60 meter hæk inde
- Bronze 2007 100 meter hæk 18,37
- Bronze 2006 1000 meter stafet
- Sølv 2005 4 x 200 meter inde 1.56,33
- Sølv 2004 4 x 200 meter inde
- Bronze 2003 4 x 100 meter

## Personlig rekord
- 100 meter hæk: 15,26 (+0.7) Helsingborg, Sverige 5. juli 2013